# Paul Berg
Paul Berg (30 tháng 6 năm 1926 – 15 tháng 2 năm 2023) là nhà hóa sinh người Mỹ, đã đoạt Giải Nobel Hóa học năm 1980 chung với Walter Gilbert và Frederick Sanger, cho công trình nghiên cứu cơ bản của họ về axít nucleic.

## Tiểu sử
Berg tốt nghiệp trường Abraham Lincoln High School năm 1943,. Ông đậu bằng cử nhân khoa học ở Đại học bang Pennsylvania năm 1948 và bằng tiến sĩ hóa sinh ở Đại học Case Western Reserve năm 1952. Ông là hội viên của Hội sinh viên "Beta Sigma Rho" (nay là "Beta Sigma Beta").
Ông qua đời vào ngày 15 tháng 2 năm 2023, hưởng thọ 96 tuổi.

## Sự nghiệp
Từ năm 1952 tới 1954 Berg là nghiên cứu sinh sau tiến sĩ của Hội Ung thư Hoa Kỳ (American Cancer Society), làm việc tại "Viện Sinh lý học tế bào" ở Copenhagen, Đan Mạch và nghiên cứu về bệnh ung thư ở phân khoa vi sinh vật học của Trường Y học Đại học Washington (Washington University School of Medicine). Tại đây, ông làm việc chung với Arthur Kornberg. Ông làm giáo sư ở "Trường Y học Đại học Washington" từ năm 1955 tới 1959. Sau đó, Berg sang dạy môn hóa sinh ở Đại học Stanford từ năm 1959 tới năm 2000, cùng làm giám đốc "Trung tâm Beckman về Y học di truyền và phân tử" từ năm 1985 tới năm 2000.
Các nghiên cứu sau tiến sĩ của Berg bao gồm việc sử dụng các chất phóng xạ đánh dấu bằng đồng vị phóng xạ để nghiên cứu sự trao đổi chất trung gian. Nghiên cứu này đã đem lại sự hiểu biết cách mà thực phẩm được biến đổi thành các chất tế bào, thông qua việc sử dụng các cacbon đồng vị hoặc các nguyên tử nitơ nặng. Các bài nghiên cứu sau tiến sĩ của Paul Berg nay được biết đến là nghiên cứu việc chuyển đổi các axít formic, fomanđêhít và methanol sang các trạng thái hoàn toàn thu hẹp của các nhóm methyl trong methionin. Ông cũng là người đầu tiên chỉ ra rằng các đồng nhân tố (cofactors) axít folic và B12 có vai trò trong quá trình nói trên.
Berg nổi tiếng nhất về công trình tiên phong của ông liên quan đến DNA tái tổ hợp, quá trình chèn DNA từ một loài khác vào một phân tử, dẫn đến sự phát triển của kỹ thuật di truyền hiện đại. Sau khi phát triển kỹ thuật này, Berg đã sử dụng nó cho các nghiên cứu của ông về nhiễm sắc thể của virus.
Berg hiện là giáo sư danh dự ở Đại học Stanford. Năm 2000, ông ngưng các hoạt động nghiên cứu, để tập trung vào các sự quan tâm khác, bao gồm cả việc tham gia vào chính sách công cộng về các vấn đề y sinh học liên quan đến DNA tái tổ hợp, các tế bào gốc của phôi và xuất bản một quyển sách về nhà di truyền học George Beadle.
Berg là thành viên Ban bảo trợ Tập kỷ yếu các nhà khoa học nguyên tử (Bulletin of the Atomic Scientists)  Lưu trữ ngày 5 tháng 8 năm 2009 tại Wayback Machine. Ông cũng là nhà tổ chức cuộc Hội thảo về DNA tái tổ hợp tại Asilomar năm 1975. Năm trước đó, Berg và các nhà khoa học khác đã kêu gọi sự tự nguyện tạm ngưng một số nghiên cứu DNA tái tổ hợp cho đến khi họ có thể đánh giá được những rủi ro. Hội thảo đó đã đánh giá các nguy cơ tiềm tàng và đặt ra các hướng dẫn cho nghiên cứu công nghệ sinh học. Đó có thể được xem như một áp dụng nguyên tắc phòng ngừa sớm.

## Giải thưởng và Vinh dự
- 1959: Giải Eli Lilly về Hóa Sinh
- 1980: Berg được trao một nửa Giải Nobel Hóa học (nửa kia cho Walter Gilbert và Frederick Sanger) cho "nghiên cứu cơ bản của ông về khoa hóa sinh của axít nucleic, đặc biệt về DNA tái tổ hợp ", trong khi Sanger và Gilbert đã được vinh danh về "đóng góp của họ liên quan đến việc xác định các chuỗi cơ bản bằng axit nucleic".[7]
- 1980: Giải Albert Lasker cho nghiên cứu Y học cơ bản
- 1980: Giải quốc tế Quỹ Gairdner
- 1983: tổng thống Ronald Reagan tặng ông Giải thưởng Nhà nước về Khoa học, Hoa Kỳ
- 1996: viện sĩ Viện hàn lâm giáo hoàng về Khoa học